# Bertil Thorell
Sven Bertil Thorell, född 5 januari 1908 i Falköping, död 15 januari 1984 i Alingsås, var en svensk målare och tecknare.
Han var son till järnvägstjänstemannen Albin Thorell och Ellen Viktoria Johansson och från 1934 gift med Irma Anna Elisabeth Sandberg. Thorell var huvudsakligen autodidakt son konstnär men fick en viss vägledning av Lennart Åsling och Bo Eriksson vid kursverksamheten i Alingsås Konstcirkel 1950–1952. Separat ställde han ut några gånger i Alingsås och han medverkade i Göteborgs konstförenings utställningar på Göteborgs konsthall och Stockholmssalongerna på Liljevalchs konsthall. Motiven i hans konst består av kustskildringar, fiskehamnar, trädgårdar och ett abstrakt måleri i olja, pastell eller akvarell.